# Myrmothera
Myrmothera és un gènere d'ocells de la família dels gral·làrids (Grallariidae). Anteriorment inclòs en Formicariidae, que agrupa espècies natives de la zona neotropical, les àrees de distribució de la qual es troben des de l'est d'Hondures, per Amèrica Central i del Sud, fins a l'est de Perú, nord-oest de Bolívia i l'Amazònia brasilera. Aquí el nom comú és xanca/xanques.

## Etimologia
El nom genèric Myrmothera es compon de les paraules del grec antic “murmos” que significa “formiga”, i “thēras” que significa “caçador”.

## Característiques
Les espècies d'aquest gènere són gral·làrids de color brunenc opac, mesurant entre 14,5 i 16 cm de longitud, que s'assemblen a les del gènere Grallaria, però tenen becs més esvelts. Com tots les altres xanques, són molt més sentits que vists. Habiten en selves humides.

## Taxonomia
Amb l'exclusió del gènere Pittasoma de Formicariidae, i la seva inclusió en Conopophagidae, el present gènere, al costat de Grallaricula, Grallaria e Hylopezus conforma un clade monofilétic ben definit idèntic a la subfamília Grallarinae anteriorment inclosa en Formicariidae. Aquest clade pot ser dividit en dos llinatges ben característics, el nombrós i complex Grallaria i les espècies de menor grandària dels altres tres gèneres.
L'espècie M. subcanescens era considerada coespecífica amb l'àmpliament disseminada M. campanisona fins al 2018. Diferents autors ja suggerien que possiblement es tractava d'una espècie separada a causa de la vocalització diferent de les altres subespècies i malgrat les diferències de plomatge estar molt pobrament definides. Carneiro et al. (2018) van conduir una anàlisi filogenètica de les xanques de terres baixes (Hylopezus i Myrmothera), on es van obtenir una quantitat interessant de resultats afectant la nomenclatura d'aquests dos gèneres. Entre ells, es va demostrar la parafília del complex Myrmothera campanisona i es va justificar la separació de la llavors subespècie M. campanisona subcanescens. La separació va ser aprovada pel Comitè de Classificació de Sud-amèrica (SACC) en la Proposta no 785.
Un ampli estudi de filogènia molecular de Carneiro et al. (2019) de les xanques dels gèneres Hylopezus i Myrmothera va indicar que Hylopezus, com era definit, era parafilètic respecte a Myrmothera i a Grallaricula. Específicament, Hylopezus dives, H. fulviventris e H. berlepschi, i les espècies col·locades en Myrmothera formen un clade ben suportat, que és germà d'un altre clade format per totes les espècies romanents de Hylopezus a excepció de Hylopezus nattereri. Aquesta espècie és germana d'un clade que agrupa a Myrmothera, Hylopezus i Grallaricula, representant el llinatge més divergent del complex. Aquesta divergència molecular té el suport en les diferents característiques morfològiques i de vocalització que ja eren conegudes. Es va proposar la transferència d'H. fulviventris, H. dives i H. berlepschi per al present gènere, i va ser aprovada en la Proposta no 832 apartat B del SACC.
Així doncs, la majoria de les autoritats taxonòmiques estan d'acord que aquest gènere està format per sis espècies:
- Myrmothera campanisona - xanca campanera.
- Myrmothera subcanescens - xanca del Tapajós.
- Myrmothera simplex - xanca dels tepuis.
- Myrmothera fulviventris - xanca galtablava.
- Myrmothera berlepschi - xanca amazònica.
- Myrmothera dives - xanca de matollar.